# Presidium do Soviete Supremo da União Soviética
Presidium do Soviete Supremo (em russo:  Президиум Верховного Совета or Prezidium Verkhovnogo Soveta) foi uma instituição governamental da União Soviética. Este órgão existia no nível da União (Presidium do Soviete Supremo da União Soviética), mas também em todas as repúblicas soviéticas (por exemplo, Presidium do Soviete Supremo da RSS da Bielorrússia) e repúblicas autônomas. A estrutura e as funções dos presidiums nestas repúblicas eram virtualmente idênticas. Os Presidiums eram eleitos pelo Soviete Supremo para agir em seu nome enquanto o Soviete não estivesse em sessão. De acordo com a Constituições Soviéticas de 1936 e 1977, o Presidium do Soviete Supremo servia como chefe de Estado coletivo da União Soviética.

## Eleição
O Presidium do Soviete Supremo era eleito pelo Soviete Supremo da URSS em uma sessão conjunta de ambas as câmaras parlamentares na primeira sessão de cada uma após a convocação. Os deputados do Presidium eram nomeados para exercerem os cargos no  Presidium durante o mandato parlamentar do Soviete Supremo. O Presidium do Soviete Supremo da URSS consistia de um presidente, um primeiro vice-presidente (após 1977), seus 15 deputados (um de cada república), um secretário e 20 deputados adicionais de suas duas câmaras constituintes, para um total de 39. O Presidium era responsável perante o Soviete Supremo da URSS por todas as suas atividades. De 1938 a 1989, o presidente do Presidium era considerado o chefe de Estado da União Soviética e às vezes era referido informalmente como o "Presidente da União Soviética" em fontes não-soviéticas.

## Lista de presidentes do Presidium do Soviete Supremo
Dos onze indivíduos nomeados como presidentes do Presidium, três deles morreram no cargo por causas naturais (Leonid Brezhnev, Yuri Andropov e Konstantin Chernenko), dois ocuparam o cargo temporariamente (Vasily Kuznetsov e Gennady Yanayev) e quatro ocuparam os cargos de secretário-geral do Partido Comunista da União Soviética e Presidente do Presidium do Soviete Supremo ao mesmo tempo (Brezhnev, Andropov, Chernenko e Mikhail Gorbachev). O primeiro presidente do Presidium foi Mikhail Kalinin, que o inaugurou em 1938 após a ratificação da Constituição de 1936, na qual o Congresso dos Sovietes foi substituído pelo Soviete Supremo. Durante um total de doze anos, Nikolai Podgorny foi quem passou mais tempo no cargo; Embora Kalinin tenha sido quem presidiu o poder legislativo por mais tempo (se contarmos os anos em que foi presidente do Comitê Executivo Central), ele morreu logo após sua renúncia em 1946. Por outro lado, Andropov foi quem ficou menos tempo no cargo, totalizando sete meses.
| N.º                                                    | Retrato                                                | Retrato | Nome (nascimento–morte)                                | Duração do mandato                                     | Partido político                                       |
| Presidente do Presidium do Soviete Supremo (1938-1989) | Presidente do Presidium do Soviete Supremo (1938-1989) | Presidente do Presidium do Soviete Supremo (1938-1989)                                                       | Presidente do Presidium do Soviete Supremo (1938-1989) | Presidente do Presidium do Soviete Supremo (1938-1989) | Presidente do Presidium do Soviete Supremo (1938-1989) |
| ------------------------------------------------------ | ------------------------------------------------------ | --- | ------------------------------------------------------ | ------------------------------------------------------ | ------------------------------------------------------ |
| 1                                                      |                                                        | | Mikhail-Kalinin (1875–1946)                            | 17 de janeiro de 1938 – 19 de março de 1946            | Partido Comunista                                      |
| 2                                                      |                                                        | A picture taken by the Soviet Government of Nikolai Shvernik in grey                                         | Nikolai Shvernik (1888–1970)                           | 19 de março de 1946 – 6 de março de 1953               | Partido Comunista                                      |
| 3                                                      |                                                        | A photo taken in 1937 of Kliment Voroshilov                                                                  | Kliment Vorochilov (1881–1969)                         | 15 de março de 1953 – 7 de maio de 1960                | Partido Comunista                                      |
| 4                                                      |                                                        | | Leonid Brejnev (1906–1982)                             | 7 de maio de 1960 – 15 de julho de 1964                | Partido Comunista                                      |
| 5                                                      |                                                        | The photo depicts Anastas Mikoyan as seen on his state visit to the German Democratic Republic in April 1954 | Anastas Mikoyan (1895–1975)                            | 15 de julho de 1964 – 9 de ddezembro de 1965           | Partido Comunista                                      |
| 6                                                      |                                                        | | Nikolai Podgorny (1903–1983)                           | 9 de dezembro de 1965 – 16 de junho de 1977            | Partido Comunista                                      |
| 4                                                      |                                                        | | Leonid Brejnev (1906–1982)                             | 16 de junho de 1977 – 10 de novembro de 1982           | Partido Comunista                                      |
| —                                                      |                                                        | | Vasili Kuznetsov (1901–1990)                           | 10 de novembro de 1982 – 16 de junho de 1983           | Partido Comunista                                      |
| 7                                                      |                                                        | | Yuri Andropov (1914–1984)                              | 16 de junho de 1983 – 9 de fevereiro de 1984           | Partido Comunista                                      |
| —                                                      |                                                        | | Vasili Kuznetsov (1901–1990)                           | 9 de fevereiro de 1984 – 11 de abril de 1984           | Partido Comunista                                      |
| 8                                                      |                                                        | | Konstantin Chernenko (1911–1985)                       | 11 de abril de 1984 – 10 de março de 1985              | Partido Comunista                                      |
| —                                                      |                                                        | | Vasili Kuznetsov (1901–1990)                           | 10 de março de 1985 – 27 de julho de 1985              | Partido Comunista                                      |
| 9                                                      |                                                        | A photo of Andrei Gromyko taken during the Glassboro Summit Conference in 1967                               | Andrei Gromiko (1909–1989)                             | 27 de julho de 1985 – 1 de outubro de 1988             | Partido Comunista                                      |
| 10                                                     |                                                        | | Mikhail Gorbachev (1931–2022)                          | 1 de outubro de 1988 – 25 de maio de 1989              | Partido Comunista                                      |
| Presidente do Soviete Supremo (1989-1990)              |                                                        | |                                                        |                                                        |                                                        |
| 10                                                     |                                                        | | Mikhail Gorbachev (1931–2022)                          | 25 de maio de 1989 – 15 de março de 1990               | Partido Comunista                                      |
| 11                                                     |                                                        | | Anatoli Lukianov (1930–2019)                           | 15 de março de 1990-22 de agosto de 1991               | Partido Comunista                                      |

## O prédio do Presidium
Seu edifício, situado dentro do Kremlin de Moscou, foi apropriadamente chamado de Presidium do Kremlin.

## Poderes constitucionais

### No início
De acordo com a Constituição da URSS de 1936, como em vigor como promulgada originalmente (e, portanto, no estabelecimento do Presidium), os poderes básicos do Presidium do Soviete Supremo da URSS eram:
- Promulgação de decretos (UKASEs));
- interpretação das leis soviéticas atuais;
- dissolução do Soviete Supremo da URSS com base no artigo 47 da Constituição da URSS de 1936 e marcação de novas eleições: realização de um referendo nacional por iniciativa própria ou a pedido de uma das repúblicas da União.
- revogação de decretos, emitidos pelo Conselho de Ministros e Conselho de Ministros das repúblicas da União, caso haja discrepância com a lei;
- exoneração do Presidente do Conselho de Ministros do cargo e nomeação de Ministros da URSS (entre sessões do Soviete Supremo) com a submissão subsequente à aprovação do Soviete Supremo;
- estabelecimento de ordens e medalhas da URSS e implementação dos procedimentos de concessão.
- estabelecimento de títulos honorários da URSS e sua atribuição.
- Realização do direito ao indulto;
- nomeação e exoneração do comando executivo das Forças Armadas Soviéticas;
- estabelecimento de patentes militares e diplomáticas e outras patentes especiais;
- Declaração da Mobilização Geral e Parcial;
- declaração de guerra em caso de ataque à URSS ou quando for necessário implementar obrigações de tratados internacionais de defesa mútua;
- ratificação e denúncia de tratados internacionais, assinados pela URSS;
- representação do Soviete Supremo da URSS (entre suas sessões) em suas relações com parlamentos de países estrangeiros;
- nomeação e demissão de plenipotenciários soviéticos em países estrangeiros;
- recebimento de Cartas Credenciais e Cartas de Recall de representantes diplomáticos estrangeiros, acreditados na URSS;
- declaração da lei marcial em uma determinada região ou em toda a URSS no interesse de defender a URSS ou preservar a ordem pública e a segurança do Estado.

O presidium também tratou de questões relativas à aquisição da cidadania soviética, sua perda ou rejeição voluntária.
Quando o Soviete Supremo não estava em sessão, o Presidium realizava as funções ordinárias do Soviete Supremo. Também tinha o poder de emitir decretos em substituição à lei, que deveriam ser submetidos ao Soviete Supremo em sua próxima sessão. Se tais decretos não fossem ratificados pelo Soviete Supremo, deveriam ser considerados revogados. Na prática, as poucas sessões do Soviete Supremo (geralmente se sentavam apenas uma semana por ano) e os princípios do centralismo democrático faziam com que os decretos do Presidium tivessem de fato força de lei. Não era inédito para o PCUS Politburo ignorar todo o Soviete Supremo e promulgar leis importantes como decretos do Presidium. Embora o poder de veto do Soviete Supremo quase nunca tenha sido exercido na prática, não era inédito para o Politburo promulgar decretos do Presidium em legislação sem sequer a formalidade de submetê-los ao Soviete Supremo para ratificação.
Como os membros do partido constituíam a maioria dos membros da presidência, em tais sessões plenárias ou extraordinárias em que o Presidente da Tribuna ou qualquer CC-PCUS de alto escalão introduz uma decisão relevante do CC para a resolução da Presidência ou se algum decreto seria aprovado por ela, eles votaram assim na forma prescrita pela Constituição e leis para impedir que qualquer maioria absoluta dos deputados votasse a favor assim aprovada A lei, o mesmo número de votos não favoráveis (não muito diferentes dos citados anteriormente) produziu um veto ao projeto de lei.

### Na abolição
De acordo com a Constituição da URSS de 1977, como em vigor na dissolução da união (e, portanto, na abolição do Presidium), os poderes básicos do Presidium do Soviete Supremo da URSS eram:
- organização dos trabalhos do Soviete Supremo;
- preparação de reuniões do Congresso dos Deputados do Povo e sessões do Soviete Supremo;
- coordenação dos trabalhos dos comitês do Soviete Supremo;
- organização de discussão nacional de projetos de lei e "outros assuntos muito importantes" em nível nacional, desde que estes fossem tratados por um plenário de todo o Soviete Supremo.

Até então, a maioria dos antigos poderes do Presidium foram transferidos para todo o Soviete Supremo e para o Presidente da URSS.